# 66P/дю Туа
Комета дю Туа (66P/du Toit) — короткопериодическая комета из семейства Юпитера, которая была открыта 16 мая 1944 года южно-африканским астрономом Даниэлем дю Туа в обсерватории Бойдена, оценившим её яркость в 10m. 23 мая Х. Ван Гент из обсерватории Йоханнесбурга своими наблюдениями подтвердил факт обнаружения кометы и отметил снижение её яркости до 11m. Он также обнаружил эту комету на фотопластинах, выставленных ранее 22 апреля того же года, где комета имела яркость 12,5m. Обладает довольно коротким периодом обращения вокруг Солнца — чуть более 14,70 лет.

Орбита кометы дю Туа и его положение в Солнечной системе

## История наблюдений
Первую попытку вычислить орбиту этой кометы сделал английский астроном Джон Джексон. В конечном итоге датой перигелия оказалось 17 июня, а период обращения составил 14,78 года.
На протяжении 1944 года комета не была особенно яркой, но оставалась видимой вплоть до 20 ноября. Когда 26 сентября комета стала видимой в северном полушарии бельгийский астроном Жорж ван Бисбрук оценил её яркость как 17,5m звёздной величины. На конец октября яркость кометы снизилась до 18m, а 14 ноября до 19,5m. 
В 1957 году аргентинский астроном Jorge Bobone предсказал возвращение кометы в 1959 году и определил дату прохождения перигелия 10 апреля. Позднее Э. Рёмер из военно-морской обсерватории в ночь с 1958 на 1959 годы пыталась обнаружить комету, но из-за того, что комета должна была располагаться низко у горизонта не смогла её обнаружить. 
Хотя перспективы обнаружения кометы в 1974 году были не намного лучше советские астрономы А. Н. Беляев, В. В. Емельяненко, Н. Ю. Горяйнова определили дату прохождения 4 апреля. Но обнаружить комету не удавалось. Лишь в январе 1975 года чилийский астроном Карлос Торрес из обсерватории Серро-Эль-Робле просматривая снимки, сделанные в марте — апреля 1974 года с помощью 0,7-метрового телескопа системы Максутова, обнаружил на них искомую комету в виде туманного объекта 19m звёздной величины около 1' угловой минуты в поперечнике. Позиция указывала на фактическую дату прохождения перигелия 1 апреля 1974 года.
Во время следующего появления кометы в 1989 году наблюдать её не удалось, зато комета была хорошо видна во время следующего сближения с Солнцем в 2003 году. Она была восстановлена 10 марта 2003 года американским астрономом Дж. Скотти в обсерватории Китт-Пик с помощью 1,8-метрового телескопа-рефлектора с ПЗС-матрицей при яркости 20,5m. К маю-июню яркость кометы достигла 16m звёздной величины, а её кома разрослась до 2' угловых минут. Когда во второй половине июля комета стала видна и в южном полушарии её яркость достигла 13m. Наибольшую яркость комета достигла во второй половине августа, когда наблюдатели в Австралии и Южной Африке давали величину около 12m.